# ОК-ТВИ
ОК-ТВИ, Изделие 0.06, (Орбитальный корабль-Тепло-Вакуумные Испытания) — технологический полнофункциональный макет космического корабля «Буран», представляющий собой полностью оборудованную среднюю и хвостовую части фюзеляжа в штатной комплектации, без носовой части, киля и консолей крыла. Предназначался для испытания элементов конструкции, оборудования и системы терморегулирования в вакуумной камере КВИ-1.
В настоящее время макет находится на территории испытательного центра Российского авиакосмического агентства ФКП НИЦ РКП (прежнее наименование НИИхиммаш) в Пересвете, Московская область.